# Szirtes Edina Mókus
Szirtes Edina Mókus (Kecskemét, 1975. július 11. –) Erkel Ferenc-díjas hegedűművész, zeneszerző.

## Életpályája
Hegedűművész, kamaraművész és művésztanár diplomát szerzett 2002-ben a szegedi Liszt Ferenc Zeneművészeti Egyetemen Szecsődi Ferenc tanítványaként. Zeneszerzéssel már fiatalon kezdett foglalkozni. Szerzett zenét a Szegedi Színkör, Szegedi Kortárs Balett, Kováts Kriszta Színháza, Baltazár Színház, a Magyar Rádió számára és a 2010-es tűzijátékhoz is.
„A muzsika világa, a művészet csodája talán, még mielőtt megérkezünk erre a Földre, létezik valahol és vannak olyanok, akik képtelenek tőle leválni s erre a létezésére koncentrálni itt lent.”
A zeneszerzői álma ötéves korában tudatosult benne. S közel 25 év múlva a Művészetek Palotájában egy szerzői koncerttel elkezdődött alkotói tevékenységének hivatalos útja.
De már ezt megelőzően is komponált zenét a Szegedi Kortárs Balett előadásához. Saját dalával, egy József Attila versmegzenésítéssel eljutott az akkori Ki mit tud? országos válogatójára − 17 évesen. Majd a „Songwriting Competition” nemzetközi zeneszerző versenyen 15 000 dalból 15 legjobb dala jutott a döntőbe.
Az évek előrehaladtával egyre több színházi előadáshoz komponált zenét. Első saját zenekarával 2005. április 1-jén lépett a közönség elé a „Budapesti Fringe fesztiválon”. Különdíjat és lemezszerződést kapott.
Koreográfiákhoz is irt zenét. Kiemelkedő együttműködések a Székesfehérvári Színház nagyszabású nyári előadásaihoz született darabok Szikora János rendező alkotótársaként, a ReCirquel társulat előadásai – MyLand, Solus Amor, Ima – Vági Bence társaként, és a szintén Vági Bencével közösen alkotott Krone Cirkus Müncheni Mandana című bemutatója, mely 2019. április 4-én volt.
A Baltazár színház előadásait Elek Dóra és Kováts Kriszta rendezőtársakkal alkották több ízben, több évben. Az Operettszínházban már több mint 100 alkalommal játszották Lázár Ervin Szegény Dzsoni és Árnika című mesemusicalját, amelynek zenéjét komponálta. 
Olyan szakmai elismerések mellett, mint 2012-ben az Artis-díj, az Év zeneszerzője-díj, a Fonogram-díj, 2012-ben az Év világzenei albuma, a Kritikusok által legjobb koncertnek értékelt Lao Ce: Tao Te King koncert a MüPában, 2013-ban vagy az Erkel Ferenc-kitüntetés a zeneszerzői tevékenységéért 2021-ben, legnagyobb ajándékának a 2022-ben kapott az Év Legjobb Filmzeneszerzője díjat érzi és őrzi.
Mindemellett 13 szerzői lemeze van. Folyamatosan koncertezik valamelyik zenekarával vagy szóló Looperes-muzsikával, mellyel 2018-ban beválogatták a Womexre, amely kivételes lehetőség a nemzetközi világ meghódítására, vagy vonós kvintettjével, vagy etnoszimfonikus műsorával, melyet a Liszt Ferenc Kamarazenekarral mutattak be 2018-ban, vagy valamelyik példaképével, például Gryllus Dániellel vagy Rohmann Dittával játszik.
...igazából mindenfajta hang lenyűgöz, még a gépeké is... Rájöttem, hogy az én anyanyelvem – ha a zenei stílusok nyelvjárások – a komolyzene, hiszen azon tanultam meg beszélni. 

## Lemezek
- 2009: Szirtes Edina Mókus és A Fabula Rasa – Tesséklássék
- 2012: Bognár Szilvia, Csík Zenekar, Kaláka, Palya Bea, Szirtes Edina Mókus
- 2012: The Paid Holiday + Edina Szirtes Mókus
- 2016: Ki viszi át
- 2018: Szirtes Edina Mókus, Orosz Mihály, Balogh Eszter, Csillag Kórus, Louisiana Double, Heinczinger Miklós
- (é.n.): Szirtes Edina Mókus

## Díjak
- 1996: Pop-Rock táncdalfesztivál I. helyezés
- 2004: Artisjus díj
- 2006: Songwritercompetition – Worldmusic kategória 15 legjobb dal – Furfangos dal
- 2010: Fonogram díj – Worldmusic kategória – Szirtes Edina – Tesséklássék c. lemez
- 2012: Artisjus – az Év Könnyűzeneszerzője Díj
- 2021: Erkel Ferenc-díj[1]
- 2022: Legjobb Filmzeneszerző Díj